# أريك فرانك راسل

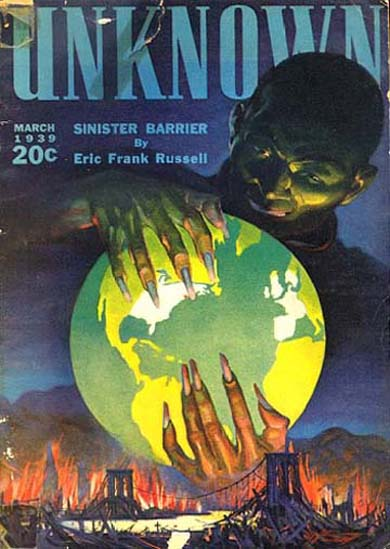
كانت قصة راسل الكلاسيكية "الحاجز الشرير" هي القصة الرئيسية لمجلة أننون 1 (1939-03)

أريك فرانك راسل (بالإنجليزية: Eric Frank Russell)‏ (6 يناير 1905 في باركشير - 28 فبراير 1978 في ليفربول) روائي، وكاتب، وكاتب خيال علمي، ومهندس من المملكة المتحدة.

## الجوائز
- جائزة بروميثيوس - قاعة المشاهير  [لغات أخرى]‏
- عضوية قاعة مشاهير الخيال العلمي والفانتازيا [الإنجليزية]‏

## روابط خارجية
- أريك فرانك راسل على موقع IMDb (الإنجليزية)
- أريك فرانك راسل على موقع الموسوعة البريطانية (الإنجليزية)